# Kiebitzer See

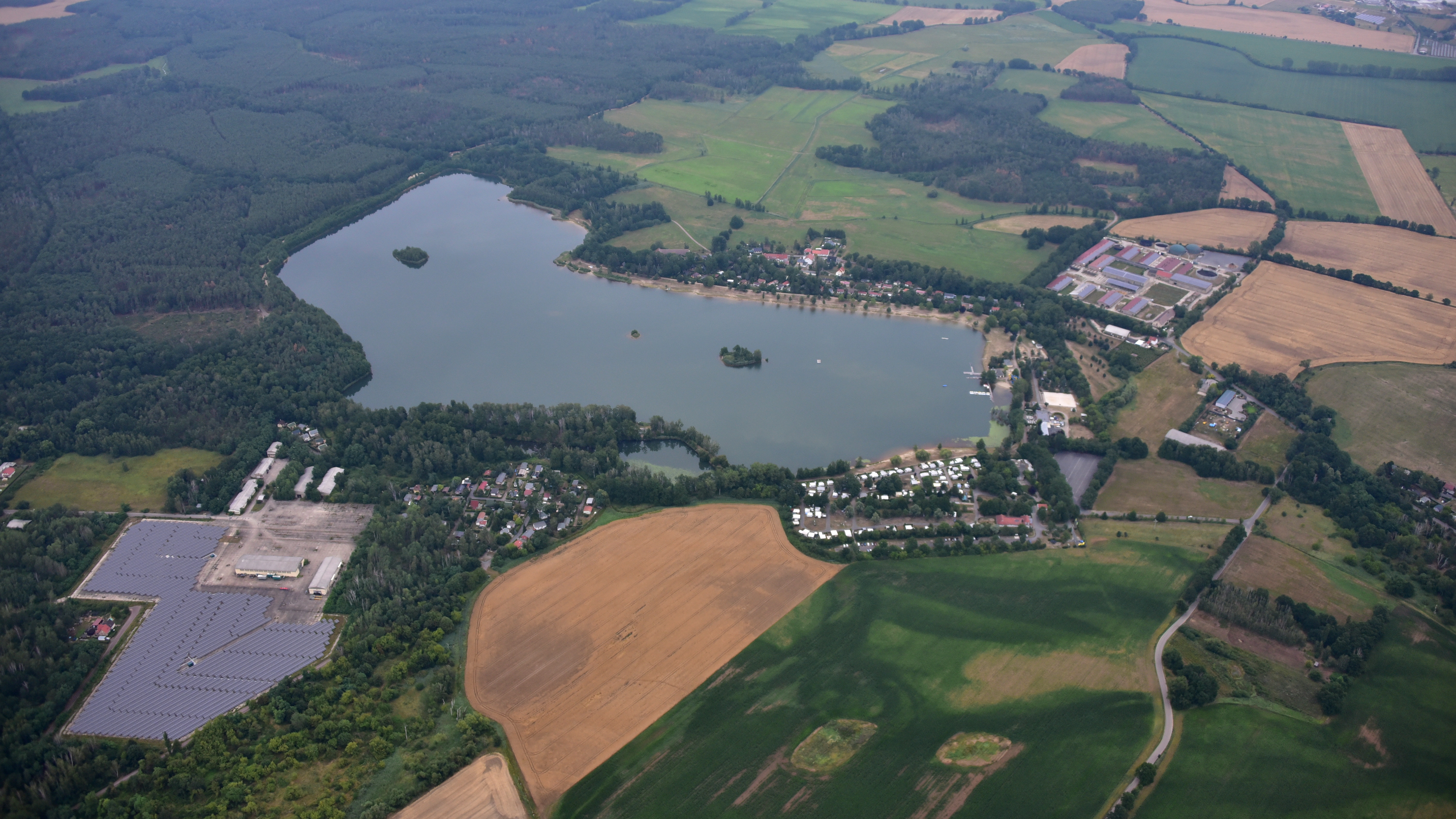
Kiebitzer See, Luftaufnahme (2019)

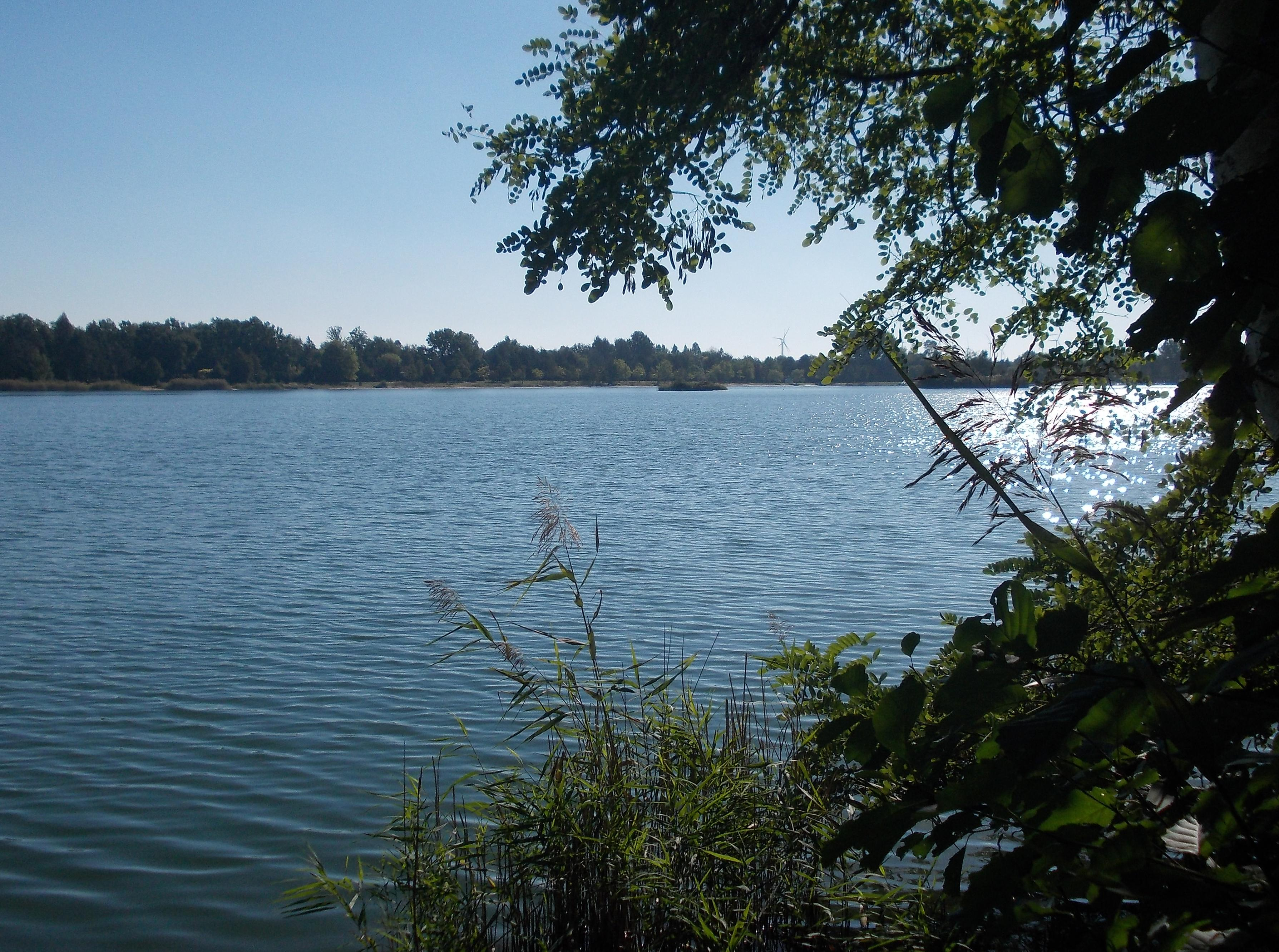
Blick aus nordwestlicher Richtung über den See

Der Kiebitzer See, auch Kiebitzer Baggerteich oder im Volksmund auch Kiebitzsee genannt, ist ein See am Stadtrand der südbrandenburgischen Stadt Falkenberg/Elster im Landkreis Elbe-Elster. Er befindet sich am Ortsteil Kiebitz und bildet mit einem Campingplatz das Naherholungsgebiet „Kiebitz“.
Der See entstand durch den örtlichen Abbau von Kies ab 1922. Die Wasserfläche umfasst etwa 70 Hektar mit einer maximalen Wassertiefe von zwölf Metern. Umrahmt wird der See von großen Kiefern- und Mischwäldern, wie dem Naturschutzgebiet Schweinert, in dem sich eines der größten Hügelgräberfelder der Bronzezeit Europas befindet.
Mit einem Beschluss der Stadtverordnetenversammlung Falkenberg/Elster 1966 begann der stufenweise Aufbau zum Naherholungsgebiet „Kiebitz“. Heute sind das Süd- und Ostufer mit einem Sandstrand, Bootsverleih, Wasserrutsche, Beachvolleyball, Minigolf-Turnieranlage sowie gastronomischen Einrichtungen und einem Campingplatz im Westen ausgebaut. Es gibt nördlich des normalen Badestrandes einen FKK-Strand und der See besitzt auch einen eigenen Angelbereich im Westen.
Alljährlich am ersten Augustwochenende findet ein Strandfest am Kiebitzsee statt.